# Airplanes
„Airplanes“ je píseň amerického hip-hopového zpěváka B.o.B. Píseň pochází z jeho debutového studiového alba B.o.B Presents: The Adventures of Bobby Ray. Produkce se ujal producent Alex da Kid a DJ Frank E. S touto písní mu vypomohla americká pop-rocková zpěvačka Hayley Williams.

## Video
Video režíroval Hiro Murai. Mělo premiéru na iTunes v úterý 15. června 2010.

## Hitparáda
| Země        | Umístění |
| ----------- | -------- |
| Austrálie   | 2        |
| Kanada      | 2        |
| Anglie      | 1        |
| Nový Zéland | 1        |
| USA         | 2        |
| Česko       | 1        |

| "OMG" od Usher featuring will.i.am | Nový Zéland #1 hity 10. května~14. června 2010  | "Young Blood" od The Naked and Famous               |
| "The Club Is Alive" od JLS         | Anglické #1 hity 18. července~24. července 2010 | "We No Speak Americano" od Yolanda Be Cool vs. DCUP |